# Youssry Samy
Youssry Samy (ur. 15 kwietnia 2003) – egipski judoka, olimpijczyk z Paryża (2024), gdzie zajął siedemnaste miejsce. 
Uczestnik mistrzostw świata w 2022, 2023 i 2024. Startował w Pucharze Świata w 2023 i 2024. Mistrz Afryki w 2022 i 2023 i 2025; drugi w 2021 i 2024. Brązowy medalista igrzysk śródziemnomorskich w 2022 roku.
W 2024 roku wziął udział w Letnich Igrzyskach Olimpijskich w Paryżu, gdzie w rywalizacji mężczyzn do 60 kilogramów odpadł w pierwszej rundzie z Enchtajwany Ariunboldem.